# Nyżnie (obwód chmielnicki)
Nyżnie (ukr. Нижнє, hist. pol. Niżne) – wieś na Ukrainie, w obwodzie chmielnickim, w rejonie chmielnickim, w hromadzie Derażnia. W 2001 liczyła 577 mieszkańców, spośród których 567 wskazało jako ojczysty język ukraiński, 9 rosyjski, a 1 mołdawski.